# Kóló

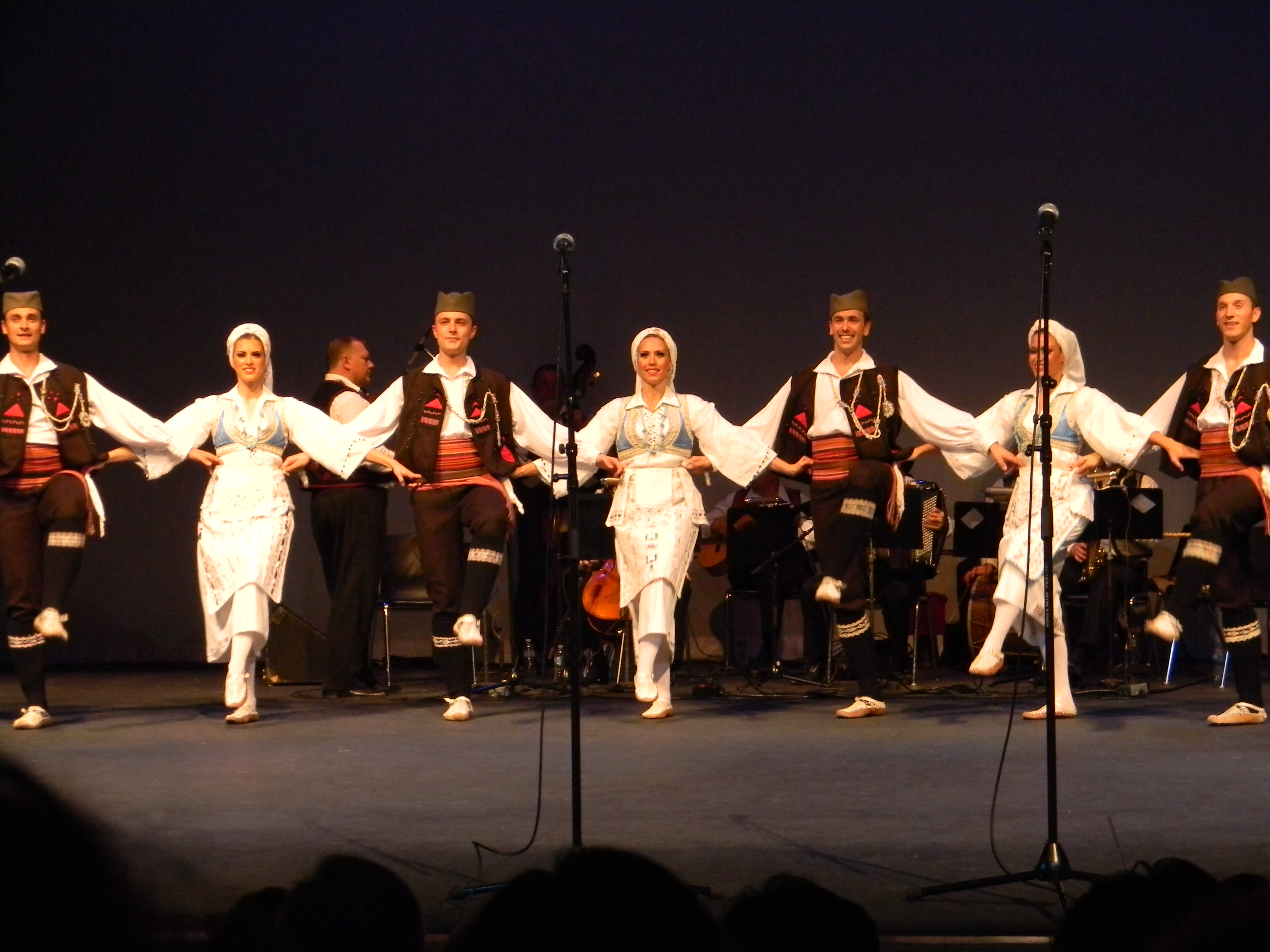
Szerb kóló

A kóló vagy horo balkáni tánc, amelyet körben vagy sorban állva, összekapaszkodva táncolnak. Ismert Horvátországban, Szerbiában, Boszniában, Macedoniában. Bulgáriában horo, Romániában hora, Izraelben hóra, Görögországban χορεία (hórea) a neve. Sokszor kíséri kórusének. Az elnevezésnek valószínűleg köze van a chorus (=kórus) szóhoz.
A kóló alaplépései tulajdonképpen rendkívül egyszerűen megtanulhatók, de a cifrázást már magas fokra viszik képzett táncosok. Legalább három, de akár több tucat személy táncolja egyszerre, tipikusan deréktájt vagy a vállakon összekapaszkodva. A derékon felüli testrészek szinte alig mozognak.

## Szerbhorvát
A kóló szerbhorvátul egyébként kört jelent. Ez lehet a labdarúgásban (2. kör), vagy bármi másban is.